# Романівська районна рада
Рома́нівська райо́нна ра́да (до 23 грудня 2003 року — Дзержинська районна рада) — орган місцевого самоврядування колишнього Романівського району Житомирської області. Розміщувалася у селищі міського типу Романів.

## VII скликання

### Склад ради
Загальний склад ради: 34 депутати.
Виборчий бар'єр на чергових місцевих виборах 2015 року подолали місцеві організації семи політичних партій. Найбільше депутатських місць отримала партія БПП «Солідарність» — 10; далі розташувались: Народна партія та Всеукраїнське об'єднання «Батьківщина» — по 6, Всеукраїнська Чорнобильська Народна партія «За добробут та соціальний захист народу» — 5 мандатів, Радикальна партія Олега Ляшка та УКРОП — по 3 депутати, «Опозиційний блок» — 2 депутатських місця.
За інформацією офіційної сторінки, станом на травень 2020 року в раді діють шість депутатських фракцій (БПП «Солідарність», ВО «Батьківщина», Народної партії, Всеукраїнської Чорнобильської Народної партії «За добробут та соціальний захист народу», УКРОПу, РП Ляшка), троє депутатів не входять до жодної фракції.
В раді працюють чотири постійних депутатських комісії:
- з питань законності та регламенту;
- з гуманітарних питань;
- з питань соціально-економічного розвитку;
- з питань бюджету та комунальної власності.

### Керівний склад
18 листопада 2015 року, на першій сесії Романівської районної ради VII скликання, головою районної ради обрано позапартійного депутата від партії БПП «Солідарність» Олександра Кондратюка.

## Колишні голови ради
- Григоришин Микола Петрович — 2010—2015 роки